# تيرامتر
تيرامتر (terametre حسب تهجئة المكتب الدولي للأوزان والمقاييس) وحدة لقياس الأطوال في النظام المتري، تقدر ب1012 وحدة طول أي متر، وهي تساوي 1,000,000,000 كم.